# Adelpha boreas
Adelpha boreas is een vlinder uit de onderfamilie Limenitidinae van de familie Nymphalidae. De wetenschappelijke naam van de soort werd als Heterochroa boreas in 1865 gepubliceerd door Arthur Gardiner Butler.